# Dalia-Ölfeld
Das Dalia-Ölfeld ist eine Erdöl-Lagerstätte im Südatlantik 135 km vor der Küste der angolanischen Exklave Cabinda.
Dalia wurde 1996 entdeckt, seitdem exploriert und startete 2006 die Erdölförderung. Die Kapazität des Feldes wird auf eine Milliarde Barrel geschätzt, das sind ungefähr 1,4 × 108 Tonnen. Sie lagern 1200 bis 1500 Meter unter der Meeresoberfläche. Die tägliche Fördermenge beträgt 240.000 Barrel, etwa 87,5 Mio. Barrel pro Jahr. Größter Lizenznehmer des Förderkonsortiums ist Total. Beteiligt sind außerdem Statoil, ExxonMobil und BP.
Zur Förderung wird eine von dem koreanischen Unternehmen Samsung Heavy Industries gebaute Floating Production Storage and Offloading Unit eingesetzt.